# Marian Treliński
Marian Treliński (ur. 15 września 1940 w Kielcach, zm. 8 stycznia 2021) – polski pięściarz, zawodnik Błękitnych Kielce (1958–1973), medalista mistrzostw kraju.
Do Błękitnych Kielce trafił w 1958 roku. W 1967 na mistrzostwach Polski w Poznaniu wywalczył srebrny medal, przegrywając finałową walkę z Marianem Fieskem. Rok później zdobył brązowy krążek, odpadając w półfinale (porażka z Fieskem). Również w 1968 został wicemistrzem międzynarodowej Spartakiady Gwardyjskiej w Erywaniu. Sukces ten powtórzył w 1969 w Berlinie. Karierę zakończył w 1973 roku. Łącznie stoczył 204 walki, z których 150 wygrał, dziewięć zremisował, a 45 razy schodził z ringu pokonany.
Jeszcze w 1968 roku ukończył kurs instruktora boksu, a trzy lata później kurs sędziego. W latach 1980–2000 był sędzią związkowym; w tym czasie pracował także jako działacz oraz trener. W 1986 roku przyznano mu tytuł mistrza sportu. W 2008 otrzymał tytuł zasłużonego dla świętokrzyskiego sportu w 57. Plebiscycie Sportowym Świętokrzyskie Gwiazdy Sportu.